# Trichuris trichiura
Trichuris trichiura (Linnaeus, 1771), noto anche come Trichocephalus trichiuris, è una specie di Nematoda.
Trichuris trichiura è un parassita dell'uomo. Infesta l'intestino crasso dell'ospite e ne succhia il sangue mediante lo stiletto boccale. Causa la tricocefalosi, un tipo di elmintiasi trasmessa dal suolo che è una delle malattie tropicali neglette.

## Descrizione
Questo parassita possiede un'anatomia caratteristica: 3/5 anteriori del corpo sono filiformi e ospitano solo l'esofago, mentre il resto del corpo ha un diametro maggiore.

## Trasmissione

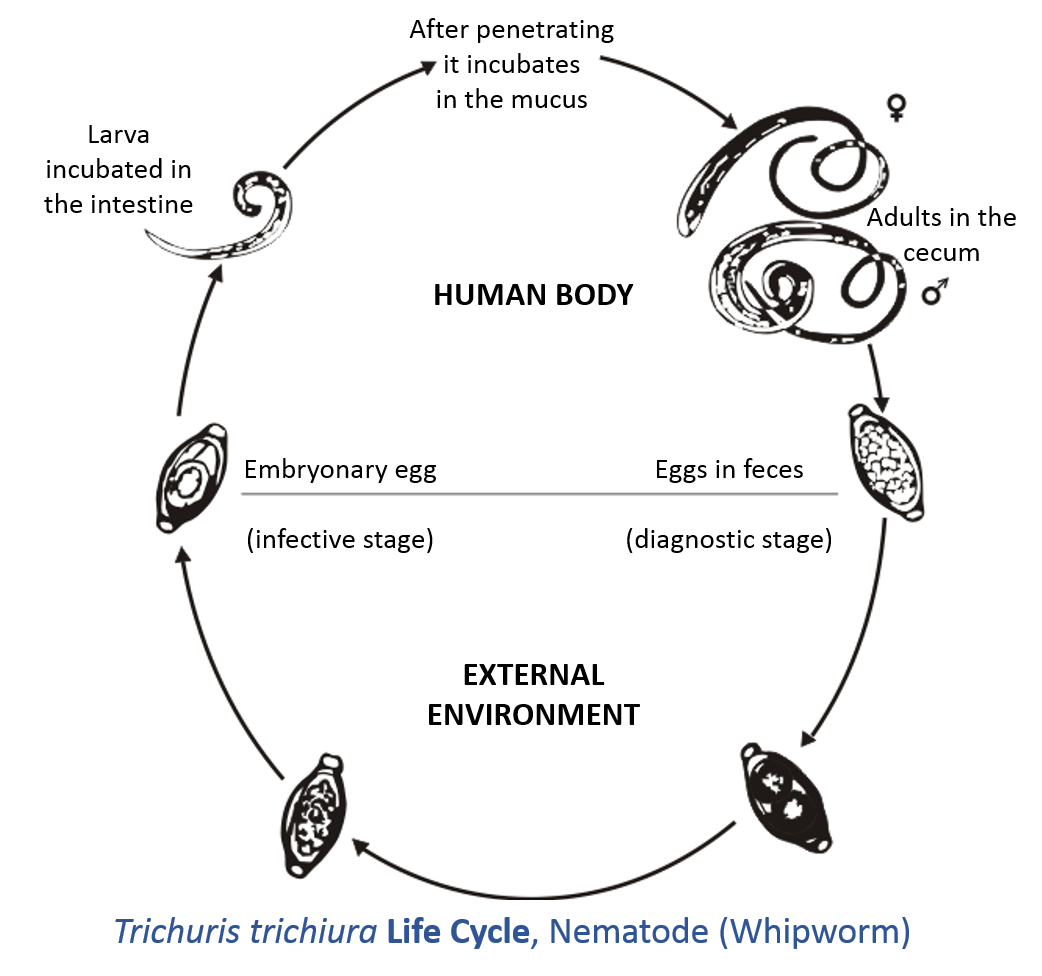
Ciclo di vita di Trichuris trichiura dentro e fuori il corpo umano ospite

La trasmissione avviene mediante l'ingestione di cibo contaminato da terriccio contenente le uova del parassita. Le uova fecondate possono sopravvivere a lungo fuori dall'ospite.